# ミカエル (ファッションモデル)
Mikael（ミカエル）は、兵庫県西宮市出身の男性ファッションモデル。血液型A型。兵庫県立芦屋南高等学校を経て、早稲田大学政治経済学部経済学科を2006年3月に卒業。

## 人物・来歴
- 日本人の父とフィンランド人の母をもつハーフ。
- フィンランドではパパラッチ・モデル・マネジメントに所属している。
- 香港ではスタイル・マネジメントに所属している。
- 日本、香港、上海、北京、バンコクでモデル活動をしている。
- 日本語（関西弁）、フィンランド語、英語などが話せるマルチリンガルである。また、高校生時代には、全国高校生ドイツ語スピーチコンテストで優勝した経験ももつ。
- モデルの他にDJなどの音楽活動も行っていて、Block Partyなど海外のミュージシャンとの交遊もある。
- 俳優の鈴木亮平は高校時代の同級生で親友。

## 経歴
- 兵庫県立芦屋南高等学校国際文化科 卒業
- 2006年3月 - 早稲田大学政治経済学部経済学科 卒業

## 雑誌
- go out
- Rolling Stone
- smart
- WARP
- DAZED & CONFUSED
- Sixties（表紙）
- S Magazine（デンマーク）
- Milk Magazine（香港）

## 広告
- 丸井
- NEC (Web Short Movie)
- iriver

## カタログ
- united arrows green label relaxing
- OAKLEY
- intial（香港）

## ショー
- NOZOMI ISHIGURO（東京コレクション）
- ROSSIGNOL 100 years

## 短編映画
- 『かみきれいちまい』（2010年、カンボジア映画祭、バンコクインディペンデント映画祭2010入選、The Stepping Stone Film Festival入選、Macon Film Festival入選）